# Ernst Stavro Blofeld
 "Blofeld" omdirigeres hertil. For andre betydninger af Blofeld, se Blofeld (flertydig).
Ernst Stavro Blofeld er en fiktiv person og en superskurk fra James Bond-serien af bøger og film, som blev skabt af Ian Fleming og Kevin McClory. Som det onde geni med ambitioner om verdensherredømme, er han British Secret Services agent James Bonds ærkefjende. Blofeld er leder af den globale kriminelle organisation SPECTRE, og henvises almindeligvis til som Number 1, en officiel numerisk stillingsbetegnelse for medlemmer af SPECTRE.
Blofeld optræder eller omtales i tre bøger: Thunderball, On Her Majesty's Secret Service og You Only Live Twice; samt seks James Bond-film fra Eon Productions: From Russia with Love fra 1963, Thunderball fra 1965, You Only Live Twice fra 1967, On Her Majesty's Secret Service fra 1969, Diamonds Are Forever fra 1971 og For Your Eyes Only fra 1981. I sidstnævnte markeres forud for hovedsekvensen tilsyneladende hans endelige optræden og død, idet rollen dog ikke er krediteret. Han optræder også i Never Say Never Again, en remake af Thunderball fra 1983.
Hans rolle er blevet spillet på film af bl.a. Donald Pleasence, Telly Savalas, Charles Gray og Max von Sydow. Det var oprindeligt konventionelt i forbindelse med filmene, at Blofelds ansigt ikke blev vist, men kun et nærbillede af ham mens han kæler for sin hvide blåøjede angorakat.
Mange af Blofelds karaktertræk er blevet til klichéer for superskurke i populær fiktion, og repræsenterer arketypen for det onde geni. I mange udgaver er endog hans kælen for sin hvide kat blevet til en parodisk hentydning til Blofelds karakter, som det f.eks. kan ses i Austin Powers-filmserien med figurerne Dr. Evil og hans kat Mr. Bigglesworth.